# Oenospila strix
Oenospila strix là một loài bướm đêm trong họ Geometridae.